# Fructidorkuppen

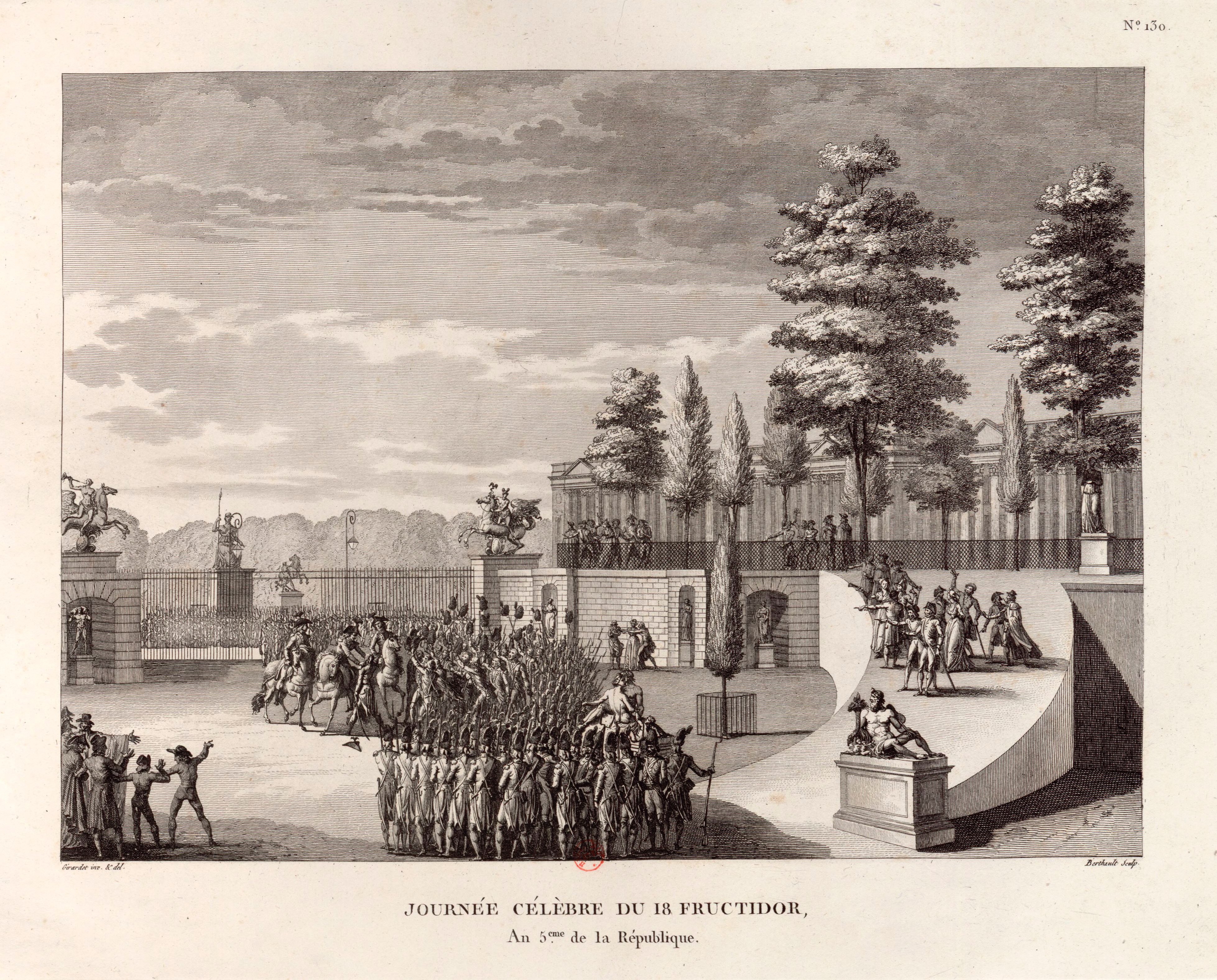
På uppdrag av kuppledarena stormade general Pierre Augereau Tuilerierna för att arrestera Charles Pichegru och andra som anklagades för att planera en kontrarevolution.

Fructidorkuppen var en statskupp, genomförd i Frankrike den 18 fructidor år V (4 september 1797). 
Sedan Frankrike efter skräckväldets fall år 1794 fått en ny författning, som lade makten hos den lagstiftande församlingen, fruktade man inom direktoriet att folkstämningen skulle kräva en starkare reaktion mot revolutionen än de själva önskade. För att hindra dessa stämningar att göra sig gällande fastställde konventet att då val till lagstiftande församlingen för första gången ägde rum, skulle minst två tredjedelar av medlemmarna utses bland sådana som tillhört konventet. En följd av detta blev att lagstiftande kåren efter valen år IV (1796) kom att mycket likna konventet. De nyvalda medlemmarna ansågs dock ofta vara rojalister. 
Valen år V, som till en tredjedel nyrekryterade lagstiftande kåren, ökade ytterligare de rojalistiska och katolska elementen, så att de dominerade. Utgången av flera val och genomförande av lagar där klubbarna förbjöds, nationalgardet omorganiserades, undantagslagarna mot de edsvägrande prästerna återkallades visade att lagstiftande kåren rörde sig mot en mera traditionell politik. Direktoriet, som representerade de gamla makthavarna, utsattes för en stark oppositionen och dess tre ledare Louis-Marie de La Révellière-Lépeaux, Paul Barras och Jean-François Reubell åtalades den 17 fructidor för statsbrott. Dessa uteslöt då den 18 fructidor från sina förhandlingar kollegorna Lazare Carnot och François de Barthélemy, som sympatiserade med den lagstiftande kåren. De lät militär besätta representationens samlingslokaler, samlade minoriteten inom representationen till särskild överläggning och delgav dem misstankar om en föregiven rojalistisk konspiration. Denna rensade lagstiftande kår antog samma år den 18–21 fructidor ett antal lagar som ogiltigförklarade val, dömde flera medlemmar av lagstiftande kåren till deportation, godkände direktoriets åtgärder och upphävde de tidigare genomförda lagarna.